# Сомон
Сомон, или сум, или суму, или сумон (тув. сумон, монг. сум, кит. 苏木) — наименьшая административно-территориальная единица в Республике Тыва (Российская Федерация), Монголии, а также Внутренней Монголии (КНР).

## Россия
Сомон (для Тывы используется написание сумон) — составляющая часть кожуунов (районов) республики Тыва. Общее число в Тыве — около 100.
Также, в прошлом, составляющая часть аймаков в Бурятии — в настоящее время сохранились в названии некоторых сельских поселений в Кижингинском районе республики (например, сельское поселение «Кижингинский сомон»). Слово сомон используется на неофициальном уровне применительно к муниципальному образованию с преобладающим коренным населением. На официальном уровне используется термин сельское поселение.

## Монголия
История
Сомон — составляющая часть хошунов в дореволюционной Монголии, введённая манчжурским правительством после деления монгольских княжеств на хошуны/знамёна. Сомон делился на баги и арбаны. Во главе сомона находился дарга (начальник), назначаемый князем-дзасаком (правителем) хошуна.
Современность
Сомон (монг. сум) — административно-территориальная единица, на которые разделяются аймаки Монголии с 1924 года. Всего в Монголии насчитывается 330 сомонов. В период социализма представляли собой центральные усадьбы коллективных хозяйств. Термин «сомон» является традиционным русским термином, который сформировался через посредство бурятского и тувинского языков, фонетически более корректным является написание сум, которое более точно передаёт звучание монгольского слова. В постсоциалистическое время, когда в административном делении Монголии были упразднены города (как административно-территориальные единицы), все города Монголии формально получили статус сомонов (часто названия сомонов отличаются от названий собственно городов). В некоторых случаях статус сомонов получили и посёлки городского типа. Сомоны подразделяются на баги, которые в период существования коллективных хозяйств в русскоязычных текстах именовали «бригадами». В большинстве случаев единственным постоянным поселением на территории сомона является посёлок — центральная усадьба, население которого обычно составляет от 500 до 1500 жителей. В редких случаях в составе сомона есть и другое постоянное поселение (если оно сопоставимо по численности населения с центром сомона, то именуется по-монгольски тосгон, то есть посёлок городского типа). Крупные центры сомонов могут состоять из двух или трёх багов. Все города, за исключением Улан-Батора, также подразделяются на баги.

## КНР
Сомон (кит. 苏木, суму) — административно-территориальная единица КНР волостного уровня (乡级 сянцзи), присутствующая только во Внутренней Монголии. Общее число — 181. Сомон аналогичен волостям других единиц КНР. Сомон больше деревни, но меньше хошуна.

### Национальный сомон
Национальный сомон (кит. 民族苏木, миньцзу суму) — термин, используемый для тех сомонов КНР, где преобладают национальные меньшинства. По данным на 2010 год, существует только один национальный сомон — Эвенкийский национальный сомон. Аналогом национального сомона в других административно-территориальных единицах КНР являются национальные волости.